# N49 (België)
De N49 is een expresweg in België, tussen Knokke-Heist en Assenede.
Het vroegere gedeelte van de N49 tussen Antwerpen en Assenede werd al omgebouwd tot autosnelweg A11; het gedeelte tussen Assenede en Westkapelle wordt nog omgebouwd tot autosnelweg. Het gedeelte tussen  Westkapelle en Knokke zal niet omgebouwd worden en blijft N49 heten.
Het gedeelte van de N49 en A11 tussen Antwerpen en Westkapelle draagt het Europese wegnummer E34.
Tussen Maldegem en Knokke geldt een maximale snelheid van 90 km/u. Tussen Maldegem en Assenede is dit 120 km/u.

## Aanleg
De plannen voor een autoweg van Antwerpen naar de kust zijn oud en eerste onteigeningen met het oog op de aanleg vonden al in 1937 plaats tussen Zelzate en Maldegem. Bij de heropbouw van België na de Tweede Wereldoorlog zijn nieuwe plannen gemaakt voor een autosnelweg met 2x2 rijvakken, maar de aanleg zou veel later starten en over vele decennia gespreid worden omdat de overheid de weg niet als een prioriteit beschouwde. In het wegennet fungeerden de E17 van Antwerpen naar Gent en de E40 van Gent naar Oostende als alternatief.
Van 1972 tot 1978 bestaat er in het autosnelwegenprogramma een autosnelweg A11 van Brussel via Asse en Dendermonde naar Lokeren (en aanvankelijk verder via Zelzate tot Knokke). In 1978 worden de plannen voor zo'n snelweg echter definitief opgeborgen.
Ondertussen werd er wel gewerkt aan een 'expresweg' N49 (toen N617) van Antwerpen naar de kust. Men begon de bouw met het traject van Antwerpen-Linkeroever tot de N403 bij Kemzeke (nu afrit 11), waar aanvankelijk enkel het noordelijke rijvak (van Antwerpen richting kust) werd gebouwd met verkeer over één rijstrook in beide richtingen. Tussen Maldegem en Knokke gaat de weg terug op een al bestaande rijksweg waar een tweede rijvak naast gebouwd is. Daardoor is er op dit stuk nog bebouwing, op het grondgebied van Knokke-Heist vanaf het kruispunt met de N376 (weg naar Sluis) is er bijna volledige lintbebouwing.
De bouw van de N49 vorderde echter gestaag zodat op 1 juli 1983 de hele weg van Antwerpen tot Knokke voltooid was. De weg werd gerealiseerd met overal gescheiden rijvakken, pechstroken, een strook voor fietsers in de twee richtingen en met gelijkvloerse kruispunten met op veel plaatsen verkeerslichten.
Oorspronkelijk stond de weg ook bekend als "kustweg" en had het nummer N617 (ook wel "rijksweg 617"); pas bij de hernummering in de jaren 80 (na de enorme uitbreiding van het wegennet in de jaren 60 en 70 was de nummering incoherent geworden) kreeg de autoweg het nummer N49, dat voorheen aan de weg 's-Gravenbrakel - Namen - Ciney - Saint-Hubert toebehoorde.
Door de voorgeschiedenis als gewone autoweg beschikt de N49/A11 tussen Antwerpen en Knokke over geen enkel pompstation, servicepunt of parking. Een servicepunt is voorzien volgens het gewestplan op het grondgebied van Stekene even ten westen van de Heistraat.

## Omvorming tot autosnelweg
De omvorming van het gedeelte tot autosnelweg begon in de jaren 90 op het stuk tussen Antwerpen en Zelzate en verloopt onsystematisch. Door de aanleg van de A11 tussen Westkapelle en Brugge verloopt de omvorming de laatste jaren wel sneller.

## Aftakkingen

### N49a

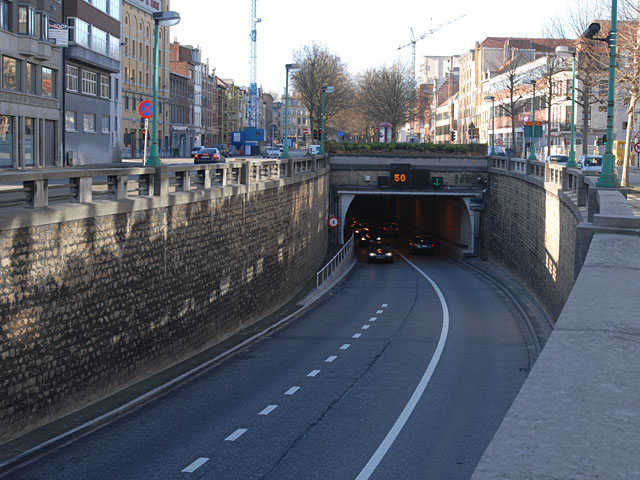
Waaslandtunnel

De N49a is een aftakking van de A11 (voormalig N49) in Antwerpen in het stadsdeel Linkeroever. De route begint bij de afrit 7 Sint-Anna en gaat door de Waaslandtunnel naar de N1 op de Leien. In het kader van het Masterplan Mobiliteit Antwerpen zal ter hoogte van de huidige aansluiting van de N49a met de E34-A11-R1 een tolplein voor de Oosterweeltunnel worden aangelegd. De Charles De Costerlaan zal hierdoor worden afgesneden van de autosnelweg en een doodlopende boulevard worden. De weg krijgt hierdoor een lokale functie, waardoor mogelijk ook het N-nummer opgeheven zal worden.

### N49b
De N49b is een aftakking van de A11-E34 (voormalig N49) bij Antwerpen. De route verloopt via de Canadastraat en een stukje Scheldedijk.

### N49c
De N49c is een verbindingsweg tussen de N49 en de N34 in Knokke. De route begint ter hoogte van het treinstation Knokke en verloopt over de Parmentierlaan. De route heeft een lengte van ongeveer 700 meter. De weg is ingericht voor eenrichtingsverkeer van het station naar de N34 toe. Verkeer in de andere richting kan gebruik maken van de N49d.

### N49d
De N49d is een verbindingsweg tussen de N34 en de N49 in Knokke. De route verloopt over de Koningslaan en sluit ter hoogte van het station Knokke aan op de N49. De route heeft een lengte van ongeveer 700 meter. De weg is ingericht voor eenrichtingsverkeer van de N34 naar het station toe. Verkeer in de andere richting kan gebruik maken van de N49c.